# Monticola
Monticola là một chi chim trong họ Muscicapidae.